# Czoło (Osobita)
Czoło (ok. 1470 m) – niewielki wierzchołek w północno-zachodniej grani Grzesia w słowackich Tatrach Zachodnich. Znajduje się w grzbiecie Domczyny, po wschodniej stronie polany Kasne i jest pierwszym z trzech niewielkich wierzchołków pomiędzy tą polaną a Przełęczą nad Kotłowym Żlebem (dwa pozostałe nie mają nazwy).
Czoło to zupełnie niewybitne wzniesienie, ma jednak znaczenie topograficzne, gdyż w północno-wschodnim kierunku, do Doliny Bobrowieckiej Orawskiej, opada z niego boczny, zalesiony grzbiet, który niżej, na Bobrowieckim Wierchu rozgałęzia się na dwie odnogi obejmujące Dolinkę Kwaśną (Kwaśny Żleb). Stoki południowo-zachodnie opadają do Doliny Olowej (odnoga Doliny Łatanej). Na północnych stokach Czoła ponad Kwaśnym Żlebem znajduje się niewielka Kwaśna Polanka.
Obecnie Czoło jest zalesione i praktycznie pozbawione widoków, dawniej jednak był to dobry punkt widokowy. Józef Nyka pisze, że widok z Czoła „obejmuje otoczenie dolin Łatanej i Rohackiej”, a murawy wierzchołkowe „zryte są przez dziki”.
Przez Czoło prowadzi znakowany szlak turystyczny. W południowo-wschodnim kierunku od jego wierzchołka obniża się on na przełęcz, na której znajdują się trzy błotniste stawki (młaki). Często taplają się w nich dzikie zwierzęta, szczególnie dziki, a krajobraz przypomina uroczysko opisane w Starej baśni. Na współczesnych mapach stawki te nie są zaznaczane, jednak zaznaczone były na mapie z 1822 r. – widocznie wówczas były większe. Obecnie największy z nich ma rozmiar 20 × 15 m i głębokość około 0,5 m (latem).

## Szlaki turystyczne
Zwierówka – Przełęcz pod Osobitą – Grześ:
- Czas przejścia ze Zwierówki na Przełęcz pod Osobitą: 2:05 h, ↓ 1:30 h
- Czas przejścia z przełęczy na Grzesia: 2 h, ↓ 1:50 h